# ماهیچه دراز دورکننده شست دست
ماهیچه دراز دورکننده شست دست (انگلیسی: Abductor pollicis longus muscle) از ماهیچه‌های خارجی دست است. تاندون این عضله در پایین به قاعده متاکارپ پنجم متصل شده و شست را از کف دست دور می‌کند.
سر ثابت: تقریباً در وسط استخوان زند زیرین
سر متحرک: سطح بیرونی پایه اول استخوان کف دستی
عصب‌گیری: عصب عمقی رادیال
عمل: آبداکشن شست از مفصل استخوان کف و مچ دست

## نگارخانه

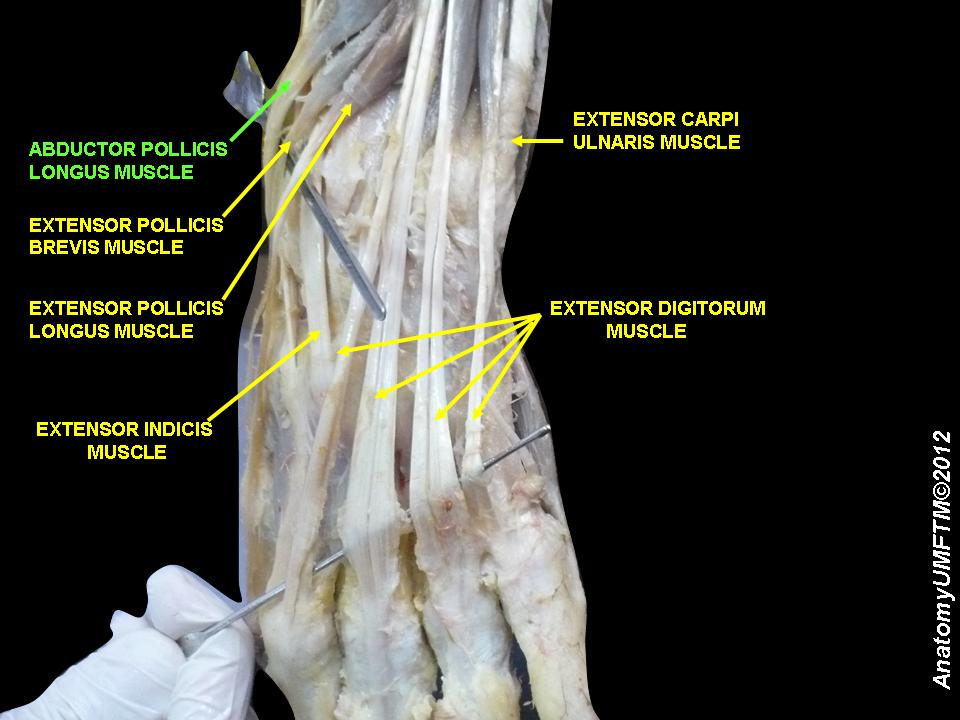
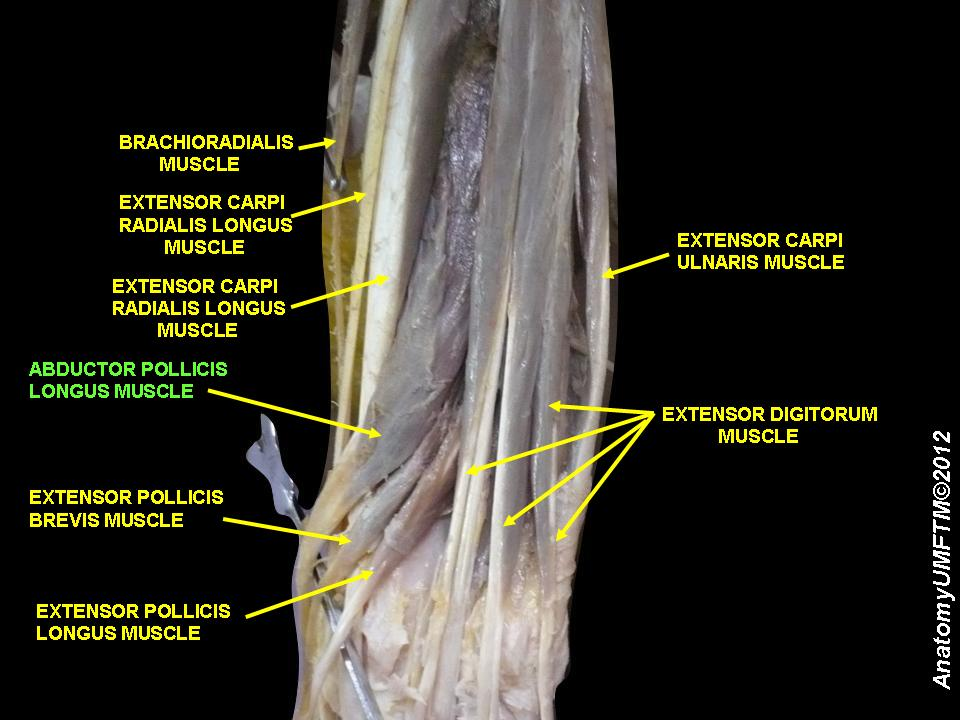
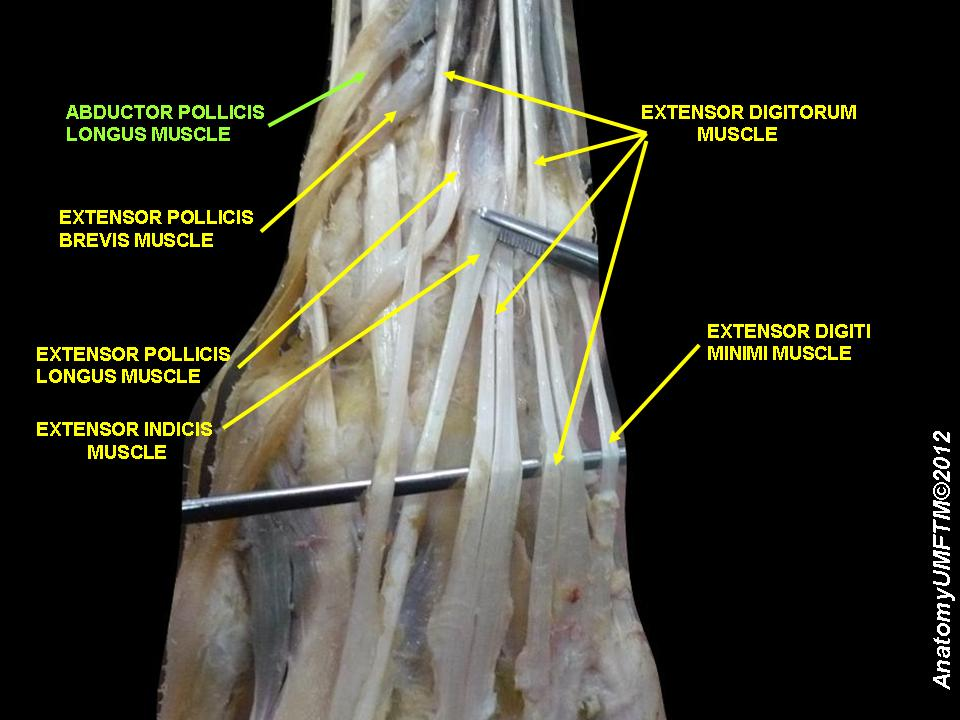
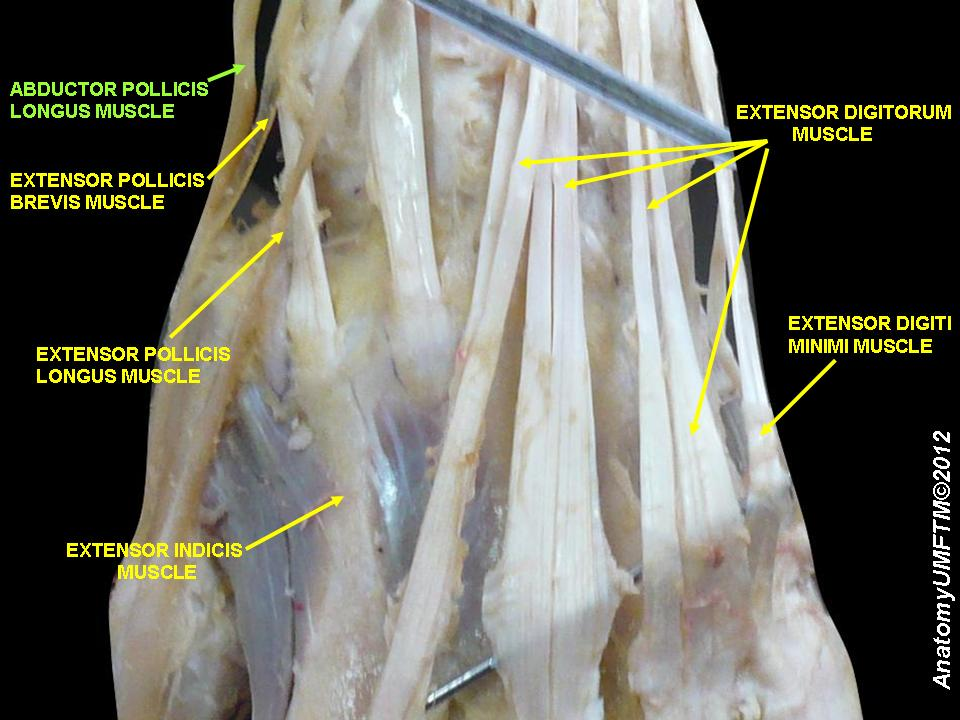
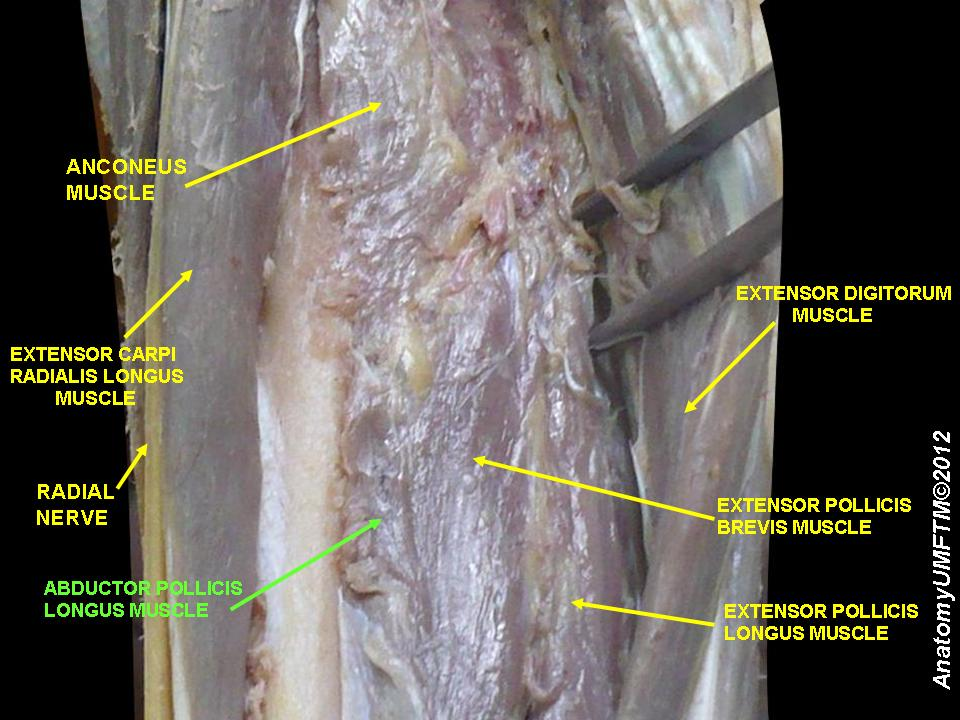
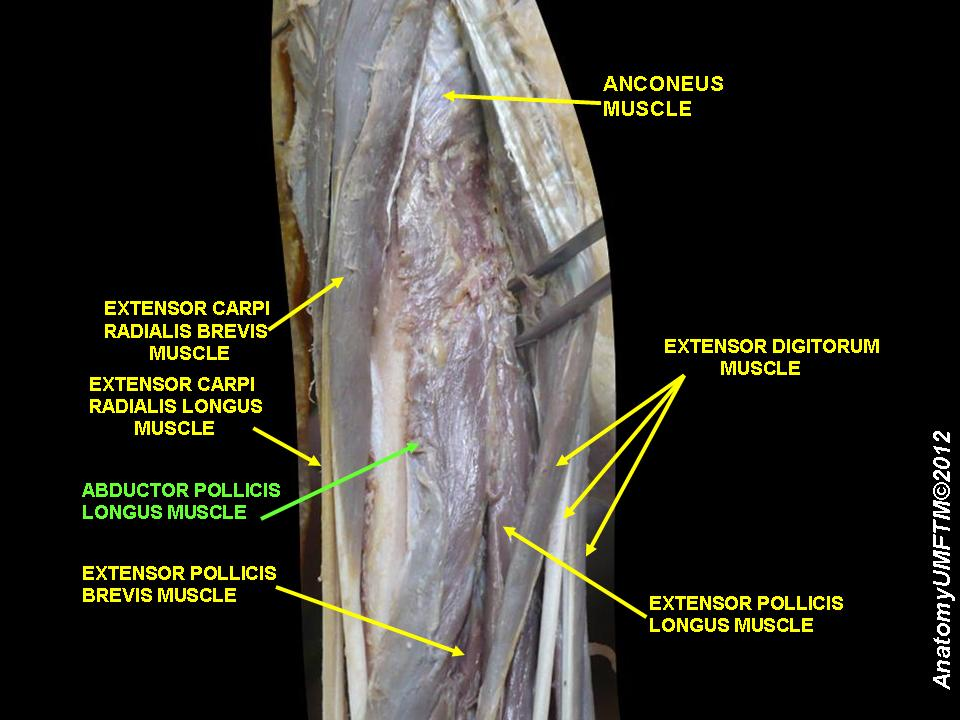
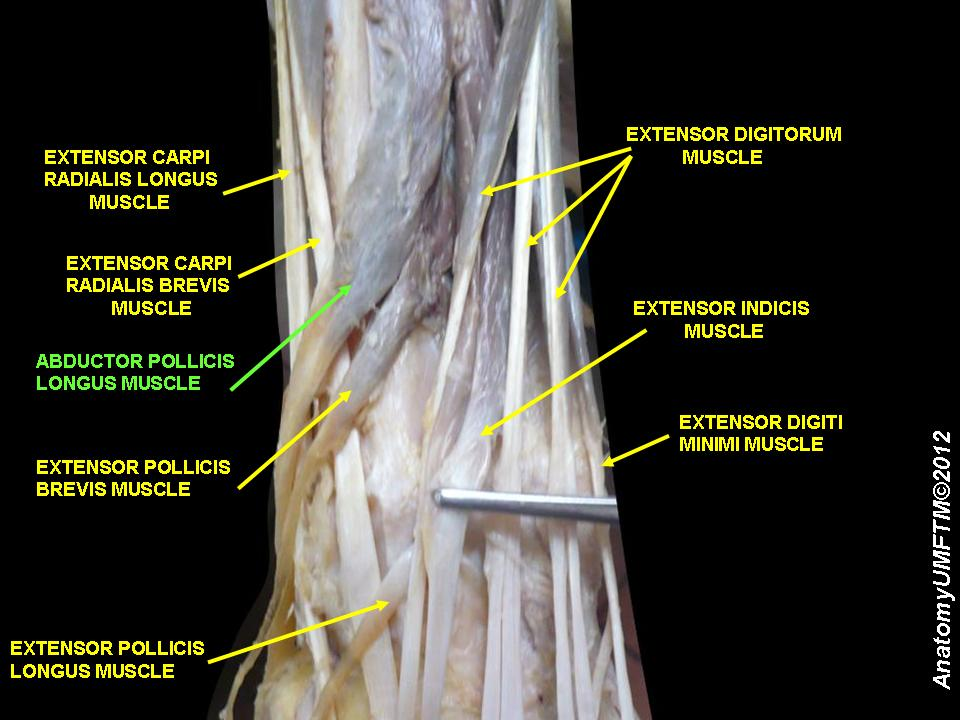
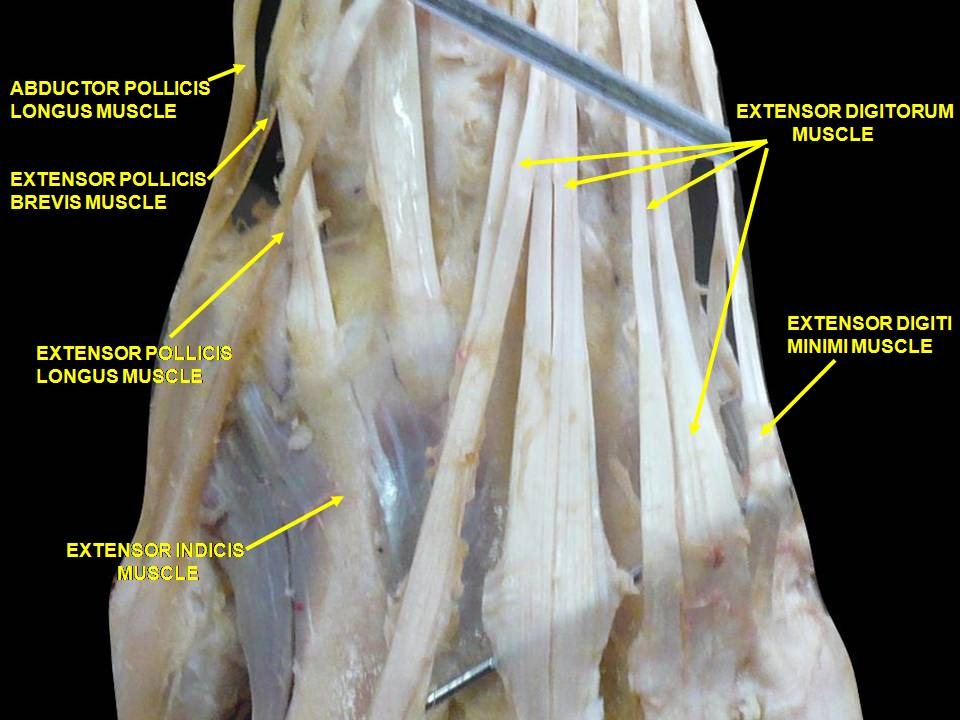